# 王治周

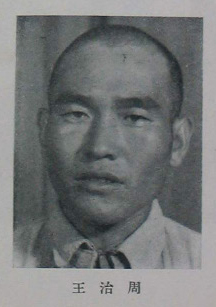

王治周（1918年12月—1987年9月23日），曾用名王经章，陕西清涧人。1949年出席中国人民政治协商会议第一次代表会议。
1938年3月加入中国共产党。
1948年7月2日至16日，边区青联在延安召开各分区青联主任及延属分区各县青联主任会议，决定成立新民主主义青年团陕甘宁边区筹备委员会，王治周任代理主任。
1949年3月11日至19日，新民主主义青年团陕甘宁边区第一次代表大会选举产生了新民主主义青年团陕北行政区委员会，王治周为主任。
1949年出席中国人民政治协商会议第一次代表会议。
1985年9月离休。
1987年9月23日病故。